# تپه ایانک ۱
تپه ایانک ۱ مربوط به دوران‌های تاریخی پس از اسلام است و در شهرستان بوئین‌زهرا، بخش آوج، روستای کلنجین واقع شده و این اثر در تاریخ ۱۹ اسفند ۱۳۸۰ با شمارهٔ ثبت ۴۹۳۱ به‌عنوان یکی از آثار ملی ایران به ثبت رسیده است.